# Meekoppeling
Meekoppeling of positieve terugkoppeling is een vorm van terugkoppeling die een bepaald proces positief beïnvloedt, met "positief" in de zin van versterkend, los van de vraag of dit gunstig of ongunstig is. Het tegenovergestelde is tegenkoppeling, dat het proces juist afremt of uitdempt.
Hierbij wordt een gedeelte van de uitgangswaarde op een positieve manier naar de ingang teruggekoppeld, waardoor de uitgangswaarde juist nog verder versterkt wordt. Meegekoppelde systemen hebben in het algemeen maar twee stabiele toestanden: de uiterste maximale en de uiterste minimale stand. Men spreekt daarom ook wel van een bistabiel systeem. Een evenwichtstoestand zoals bij een tegengekoppeld systeem kan nauwelijks bestaan, omdat de kleinste verstoring aan de ingang een signaal aan de uitgang opwekt, wat weer wordt teruggevoerd naar de ingang, waardoor het uitgangssignaal nog verder afwijkt, enz.  De enige manier om een bistabiel systeem van toestand te laten veranderen, is het aanbrengen van een ingangssignaal - tegenovergesteld aan de huidige toestand van het systeem - dat sterker is dan de meekoppeling.
Meekoppeling zorgt dat het proces zichzelf in stand blijft houden. Wanneer dit proces ongewenst is spreken we van een vicieuze cirkel; als het gewenst is kan het een "positieve ontwikkeling" worden genoemd. Het is altijd zeer belangrijk om in een proces de positieve en negatieve terugkoppelingsfactoren te herkennen. Door deze factoren indien mogelijk te beïnvloeden kunnen we het proces immers sturen.
Voorbeelden van positieve terugkoppeling zijn:
- De stijgende lonen en prijzen in een economische loon-prijsspiraal en de dalende investeringen en bestedingen in een neerwaartse spiraal;
- Een grotere verdamping van water, veroorzaakt door hogere temperaturen als gevolg van het versterkte broeikaseffect, versterkt dit broeikaseffect weer, omdat waterdamp zelf een broeikasgas is.
- De groei van de gletsjers en sneeuwvelden bij temperatuursdalingen op aarde doet het albedo stijgen, waardoor de temperatuur nog verder daalt;
- De paniek bij handelaren bij een beurskrach kan leiden tot het massaal verkopen van aandelen waardoor de koersen nog verder dalen;
- Wreedheden in een oorlog voeden de haat waardoor de vijand nog minder geneigd zal zijn vrede te sluiten en de oorlog dus voortduurt.
- De schmitt-trigger, waarin het uitgangssignaal van een comparator in de elektronica deels wordt meegekoppeld naar de ingang. Het gevolg is dat er twee stabiele uitgangstoestanden ontstaan met twee van elkaar verschillende omslagpunten van het ingangssisgnaal. Daardoor ontstaat hysterese: het verschil tussen deze twee omslagpunten. Zonder meekoppeling zou een comparator slechts één omslagpunt hebben, waardoor kleine ruissignalen in een ingangssignaal voor ongewenste uitgangswisselingen zouden zorgen; de meekoppeling voorkomt dit dus.